# Rotheca
Rotheca is een geslacht uit de lipbloemenfamilie (Lamiaceae). De soorten komen voor in tropisch en zuidelijk Afrika, op Madagaskar en in (sub)tropisch Azië.

## Soorten
- Rotheca alata (Gürke) Verdc.
- Rotheca amplifolia (S.Moore) R.Fern.
- Rotheca aurantiaca (Baker) R.Fern.
- Rotheca bukobensis (Gürke) Verdc.
- Rotheca caerulea (N.E.Br.) P.P.J.Herman & Retief
- Rotheca calundensis (R.Fern.) R.Fern.
- Rotheca commiphoroides (Verdc.) Steane & Mabb.
- Rotheca cuneiformis (Moldenke) P.P.J.Herman & Retief
- Rotheca cyanea (R.Fern.) R.Fern.
- Rotheca farinosa (Roxb.) Govaerts
- Rotheca hirsuta (Hochst.) R.Fern.
- Rotheca kissakensis (Gürke) Verdc.
- Rotheca louwalbertsii (P.P.J.Herman) P.P.J.Herman & Retief
- Rotheca luembensis (De Wild.) R.Fern.
- Rotheca macrostachya (Turcz.) Leerat. & Chantar.
- Rotheca makanjana (H.J.P.Winkl.) Steane & Mabb.
- Rotheca mendesii (R.Fern.) R.Fern.
- Rotheca microphylla (Blume) Callm. & Phillipson
- Rotheca mirabilis (Baker) Callm. & Phillipson
- Rotheca myricoides (Hochst.) Steane & Mabb.
- Rotheca nudiflora (Moldenke) Callm. & Phillipson
- Rotheca pilosa (H.Pearson) P.P.J.Herman & Retief
- Rotheca prittwitzii (B.Thomas) Verdc.
- Rotheca quadrangulata (B.Thomas) R.Fern.
- Rotheca reflexa (H.Pearson) R.Fern.
- Rotheca rupicola (Verdc.) Verdc.
- Rotheca sansibarensis (Gürke) Steane & Mabb.
- Rotheca serrata (L.) Steane & Mabb.
- Rotheca suffruticosa (Gürke) Verdc.
- Rotheca taborensis (Verdc.) Verdc.
- Rotheca tanneri (Verdc.) Verdc.
- Rotheca teaguei (Hutch.) R.Fern.
- Rotheca verdcourtii (R.Fern.) R.Fern.
- Rotheca violacea (Gürke) Verdc.
- Rotheca wildii (Moldenke) R.Fern.

... · 
Ajuga (Zenegroen) · 
Anisomeles · 
Ballota (Ballote) · 
Basilicum · 
Cleonia · 
Clinopodium (Steentijm) · 
Dasymalla · 
Galeopsis (Hennepnetel) · 
Glechoma · 
Haplostachys · 
Hemiandra · 
Hyssopus · 
Lagochilus · 
Lamiastrum · 
Lamium (Dovenetel) · 
Lavandula (Lavendel) · 
Leonurus · 
Lycopus · 
Marrubium · 
Melissa (Melisse) · 
Mentha (Munt) · 
Nepeta (Kattenkruid) · 
Ocimum (Basilicum) · 
Origanum (Marjolein) · 
Perovskia · 
Phlomis · 
Prunella (Brunel) · 
Renschia · 
Rosmarinus · 
Salvia (Salie) · 
Satureja (Bonenkruid) · 
Scutellaria (Glidkruid) · 
Stachys (Andoorn) · 
Teucrium (Gamander) · 
Thymus (Tijm) · 
Vitex · 
Westringia · 
...